# ماثياس كريستنسن (لاعب كرة قدم)
ماثياس كريستنسن هو لاعب كرة قدم دانمركي في مركز الهجوم، ولد في 24 يونيو 1993 في الدنمارك. لعب مع Nykøbing FC ‏.

## وصلات خارجية
- ماثياس كريستنسن على موقع قاعدة بيانات كرة القدم.إي يو (الإنجليزية)
- ماثياس كريستنسن على موقع Soccerway.com (الإنجليزية)
- ماثياس كريستنسن على موقع عالم كرة القدم.نت (الإنجليزية)